# Franz Nölken
Franz Nölken, né le  5 mai 1884 à Hambourg et mort le 4 novembre 1918  à  La Capelle dans l'Aisne, est un peintre allemand expressionniste qui fut occasionnellement membre du mouvement artistique Die Brücke.

## Biographie
En 1908 Franz Nölken est devenu membre du mouvement artistique de Dresde Die Brücke, sur proposition de Karl Schmidt-Rottluff. En 1909/1910, il prit part à l'exposition de ce mouvement mais s'en est retiré en 1912.

## Expositions
- 1984 : Galerie Herold, Hambourg
- 1987 : Brücke-Museum, Berlin
- 1989 : Matisse und seine deutschen Schüler, Pfalzgalerie Kaiserslautern
- 1990 : Ernst Barlach Museum, Hambourg
- 1996 : Galerie Herold, Hambourg
- 2005 :  Nolde, Nölken, Modersohn-Becker. Der kunstliebende Kaufmann Ernst Rump. Ernst Barlach Museum, Hambourg
- 2014/15 : Sterne fallen. Von Boccioni bis Schiele. Der Erste Weltkrieg als Ende europäischer Künstlerwege, Kunsthalle Kiel.